# Quilmo
Quilmo (del mapudungún: kullumün ‘lavarse la cara’) es un sector rural ubicado en la comuna de Chillán Viejo, de la Región de Ñuble, en Chile. El sector es conocido por la presencia de una laguna homónima y unas cuevas que han sido lugar de hallazgos arqueológicos, como también, escenario de leyendas asociadas a brujería.

## Historia
Los registros más antiguos del sector, corresponden al antiguo Fundo Quilmo en el siglo XIX, cuando Juan Antonio Arrau Daroch-Campbell, ancestro del pianista Claudio Arrau, adquiere estas tierras para luego venderlas a José Antonio Lantaño, hijo del militar Clemente Lantaño.
El 19 de septiembre de 1819 ocurre el Combate de Quilmo, como parte de la Guerra de la Independencia de Chile y para el 22 de junio de 1820, ocurre un segundo combate en el lugar, en el mismo contexto.
Tras el Golpe de Estado en Chile de 1973, el Campo Militar de Entrenamiento Fundo Quilmo es usado como centros de detención política y tortura.